# Thất tiểu La hán
Thất tiểu La hán (giản thể: 七小罗汉; phồn thể: 七小羅漢; bính âm: Qī xiǎo luóhàn; tiếng Anh: Seven Arhat) hay còn có tên khác là 7 vị La hán, là bộ phim hài - hành động - võ thuật Trung Quốc công chiếu năm 2010 của đạo diễn Phó Hoa Dương, với sự tham gia của nhiều diễn viên nổi tiếng như Tăng Chí Vĩ, Trần Tư Thành, Ngưu Manh Manh... Bộ phim kể về cuộc chiến không cân sức giữa 4 tên cướp nguy hiểm và 7 vị La hán tí hon để bảo vệ ngôi chùa được tương truyền là nơi cất giấu kho báu. Được xem là phiên bản Trung của bộ phim "Ở nhà một mình", "Thất tiểu La hán" đã lập hai kỷ lục khi đem về doanh thu 156 vạn nhân dân tệ trong buổi ra mắt đầu tiên, và cán mốc 518 vạn nhân dân tệ vào cuối tuần đầu công chiếu đối với thể loại phim dành cho thiếu nhi.

## Nội dung
Bộ phim mở đầu với 7 vị tiểu đệ tử "Đô Đô", "Rê Rê", "Mi Mi", "Fa Fa", "Sol Sol", "La La" và "Si Si" đang được sư phụ là Hưu Hưu đại sư dạy cho tuyệt kỹ tâm pháp âm luật "Bắc Đẩu thất tinh La hán trận". Trong một lần, khi Hưu Hưu đại sư xuất môn xuống núi để chữa bệnh, một tên trùm xã hội đen tên Cửu Văn Long cùng các thuộc hạ của mình là Tiểu Vu, Sư gia và Đại ngốc đã tìm đến ngôi chùa nhằm tìm ra kho báu là chiếc Hoàng kim thánh y bằng vàng, tương truyền là được cất giấu ở đây. Tuy nhiên, trong quá trình tìm cách đột nhập vào ngôi chùa, 4 tên trộm đã bị những chú nhóc đánh cho tơi bời. Không từ bỏ ý định, bọn chúng quyết định cho nổ tung ngôi chùa và bắt Fa Fa làm con tin. Nhưng kế hoạch của chúng thất bại hoàn toàn khi 7 vị tiểu sư phụ đã thể hiện được tinh thần đoàn kết và trí thông minh của mình. Cùng với Hưu Hưu đại sư và tuyệt kỹ "Bắc Đẩu thất tinh La hán trận", 7 chú nhóc đã thành công đánh bại bọn người Cửu Văn Long và trả lại Hoàng kim thánh y về chỗ của nó.

## Diễn viên
- Tăng Chí Vĩ vai Hưu Hưu đại sư
- Vương Hạo vai Đô Đô
- Trương Chân Nguyên vai Rê Rê
- Giả Huệ Cảnh vai Mi Mi
- Vương Kính vai Fa Fa
- Triệu Nhất Long vai Sol Sol
- Vương Di Đông vai La La
- Phó Gia Duyên vai Si Si
- Trần Tư Thành vai Cửu Văn Long
- Ngưu Manh Manh vai Tiểu Vu
- Vương Đông Phương vai Sư gia
- Mã Kiện vai Đại ngốc

## Hậu trường
Theo đạo diễn Phó Hoa Dương cho biết, "Thất tiểu La hán" được lấy cảm hứng từ bộ phim "Bảy võ sĩ" nổi tiếng của đạo diễn người Nhật Bản Kurosawa Akira. Còn chiêu thức "Bắc Đẩu thất tinh La hán trận" được sáng tác dựa trên môn võ "Thất Tinh quyền" của phái Thiếu Lâm. Bộ phim được đầu tư khá hoành tráng với những cảnh quay trên không vô cùng đẹp mắt, cùng hệ thống hình ảnh ba chiều được ghép từ hơn 200 bức ảnh đặc biệt lại với nhau.